# Mers El Kheir
Mers El Kheir  (in arabo مرس الخير‎?) è un centro abitato e comune rurale del Marocco situato nella prefettura di Skhirate-Témara, regione di Rabat-Salé-Kénitra. Conta una popolazione di 20 617 abitanti (censimento 2014).